# I capelli lunghi/La luna, le stelle, il mare
I capelli lunghi/La luna, le stelle, il mare è il primo singolo del cantante italiano Gene Guglielmi, pubblicato nel 1966 dall'etichetta CAR Juke Box.

## Tracce
Testi e musiche di Gene Guglielmi e Giorgio Calabrese.
1. I capelli lunghi
2. La luna, le stelle, il mare